# 2e Round
Pour plus de détails, voir Fiche technique et Distribution.
2e Round (Segundo asalto) est un film espagnol réalisé par Daniel Cebrián, sorti en 2005.

## Synopsis
Ángel, un jeune boxeur qui a grandi sans père, rencontre Vidal, un Argentin spécialisé dans le braquage de banques.

## Fiche technique
- Titre : 2e Round
- Titre original : Segundo asalto
- Réalisation : Daniel Cebrián
- Scénario : Daniel Cebrián et Imanol Uribe
- Musique : Iván Miguélez
- Photographie : Gonzalo F. Berridi
- Montage : Buster Franco
- Production : Gustavo Ferrada, Eva Muslera et Imanol Uribe
- Société de production : Aiete-Ariane Films, Canal+ España, Sogecine et Televisión Española
- Pays :  Espagne
- Genre : Drame, romance, thriller
- Durée : 104 minutes
- Dates de sortie : 
  -  Espagne : 11 novembre 2005

## Distribution
- Darío Grandinetti : Vidal
- Álex González : Ángel
- Eva Marciel (es) : Alicia
- Laura Aparicio : Pilar
- Alberto Ferreiro (es) : Dienteputo
- Maru Valdivielso (es) : Estrella
- Pepo Oliva : Paco « El Tigre »
- Francesc Orella : Mendiri

## Distinctions
Le film a été nommé pour deux prix Goya.